# Резнік Петро Савелійович
Петро Савелійович Резнік (4 вересня 1904, село Романкове, тепер у складі міста Кам'янське Дніпропетровської області — ?) — український радянський діяч, секретар Запорізького обласного комітету КПУ.

## Біографія
Член ВКП(б).
У січні — грудні 1939 року — завідувач сільськогосподарського відділу Запорізького обласного комітету КП(б)У.
21 грудня 1939 — жовтень 1941 року — секретар Запорізького обласного комітету КП(б)У із кадрів.
Учасник німецько-радянської війни, з листопада 1941 року — в Червоній армії. Служив у 8-му відділі політичного управління Південного фронту, був уповноваженим Військової ради Донського фронту. У вересні 1943 року демобілізований, у жовтні 1943 року повернувся до Запоріжжя.
У жовтні 1943 — березні 1947 року — секретар Запорізького обласного комітету КП(б)У із кадрів.
У березні (затв. у лютому) 1947 — січні 1949 року — 3-й секретар Запорізького обласного комітету КП(б)У.
Подальша доля невідома. На 1985 рік — персональний пенсіонер.

## Звання
- батальйонний комісар
- капітан

## Нагороди
- орден Вітчизняної війни ІІ ст. (6.04.1985)
- орден Трудового Червоного Прапора (23.01.1948)
- медаль «За оборону Сталінграда»
- медаль «За перемогу над Німеччиною у Великій Вітчизняній війні 1941—1945 рр.»
- медалі